# Liam Byrne

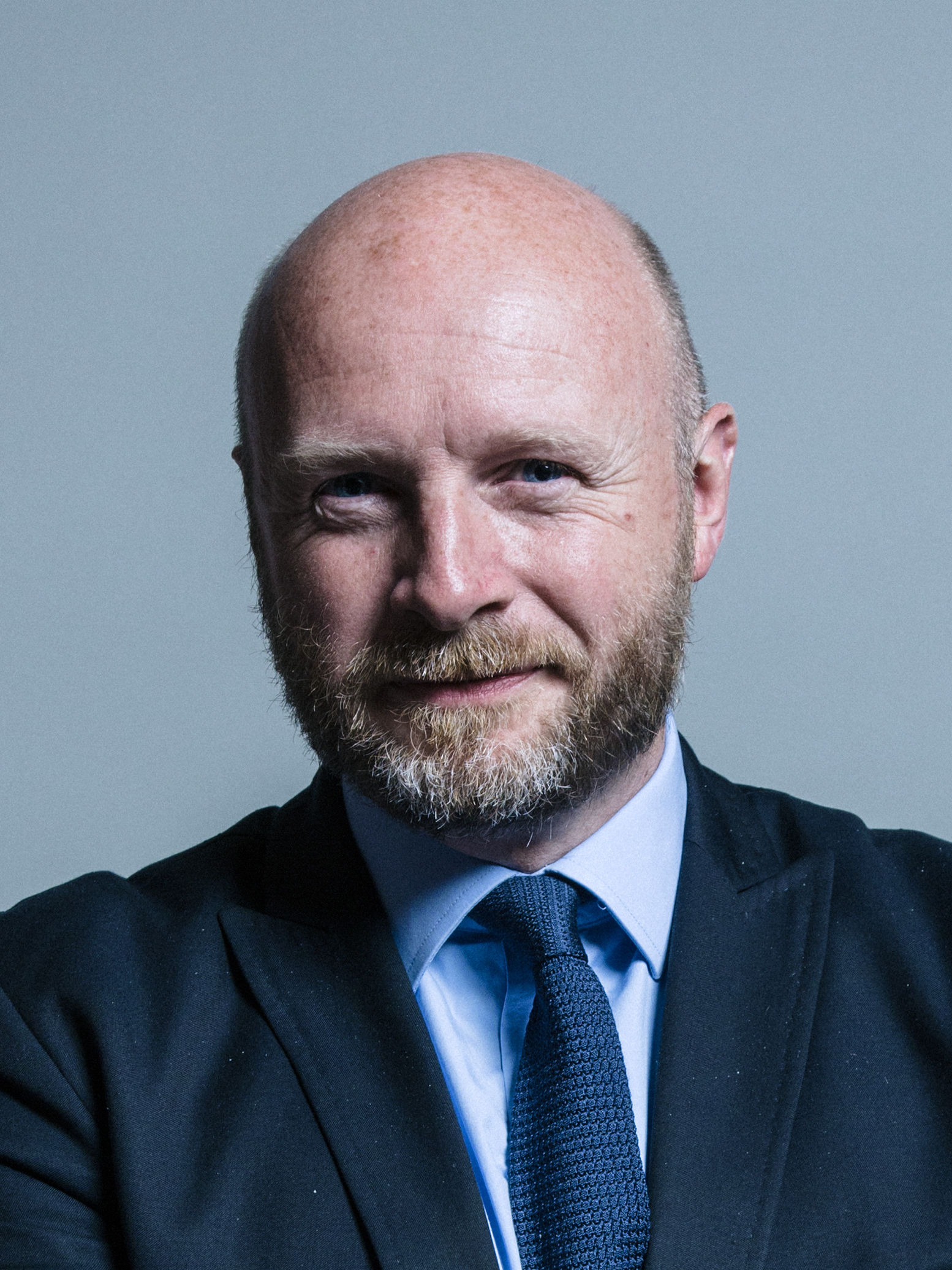
Liam Byrne (2017)

Liam Byrne (* 2. Oktober 1970 in Warrington, England) ist ein britischer Politiker der Labour Party, der seit 2004 den Wahlkreis Birmingham Hodge Hill als Mitglied im House of Commons vertritt.

## Leben
Nach dem Besuch der Burnt Mill Academy und von The Hertfordshire and Essex High School studierte Byrne Politikwissenschaften und Zeitgeschichte an der University of Manchester und war während dieser Zeit auch Pressesprecher der Studentenvertretung (University of Manchester Students’s Union). Im Anschluss absolvierte er mit Unterstützung durch ein Stipendium des Fulbright-Programms ein postgraduales Studium im Fach Management an der Harvard Business School und schloss dieses Studium mit einem Master of Business Administration (M.B.A.) ab. Danach war er Mitarbeiter beim Unternehmensberater Accenture tätig sowie bei der Investmentbank N M Rothschild & Sons.
Beim Wahlkampf der Labour Party zu den Unterhauswahlen vom 1. Mai 1997 fungierte er als Berater seiner Partei. Am 15. Juli 2004 wurde er bei einer Nachwahl (By-election) im Wahlkreis Birmingham Hodge Hill erstmals als Mitglied in das House of Commons gewählt und gehört diesem seither an.
Zwischen 2005 und 2010 war er Mitglied des Unterhausausschusses zur europäischen Prüfung und übernahm im Mai 2005 sein erstes Regierungsamt als „Juniorminister“ mit der Ernennung zum Parlamentarischen Unterstaatssekretär im Gesundheitsministerium und übte diese Funktion bis Mai 2006 aus.
Im Mai 2006 wechselte er ins Home Office, dem britischen Innenministerium, und war dort bis Oktober 2008 als Staatsminister tätig. Zunächst trug er die Verantwortung für Einwanderung, Staatsbürgerschaft und Nationalitäten, dann von Mai bis Juni 2007 für Einwanderung und Asyl sowie zuletzt von August 2007 bis Oktober 2008 für Grenzen und Einwanderer. Zugleich war er zwischen August 2007 bis Oktober 2008 zuständiger Minister für die Region West Midlands.
Im Oktober 2008 wurde Byrne sowohl Staatsminister im Kabinettsamt sowie zugleich Chancellor of the Duchy of Lancaster und danach im Juni 2009 Chefsekretär des Schatzamtes (Chief Secretary to the Treasury). Dieses Amt hatte er bis zum Ende der Amtszeit von Premierminister Gordon Brown im Mai 2010 inne.
Nach der Wahlniederlage der Labour Party bei den Unterhauswahlen vom 6. Mai 2010 und dem daraus folgenden Machtverlust wurde er ins Schattenkabinett des neuen Labour-Vorsitzenden Ed Miliband berufen und war zunächst „Schatten-Chefsekretär des Schatzamtes“, dann zwischen 2010 und 2011 „Schatten-Minister im Kabinettsamt“ und ist seit 2011 „Schatten-Minister für Arbeit und Pensionen“. Darüber hinaus ist Liam Byrne seit 2011 Koordinator für die Überprüfung der Politik der Labour Party.